# Taük Çay
El Taük Çay, Tawuq Chay (en llengua kurda çemî Basîrd) és un riu del Kurdistan iraquià que transcorre dins de les governacions de Sulaymaniyya i de Kirkuk. Té un règim de cabal d'aigua molt diferent segons l'època de l'any. Neix de les rieres que provenen de les muntanyes al voltant de la ciutat de Çemçemal. El riu rep el nom de la ciutat de Taük, edificada a la seva riba. En el passat el riu desembocava en un altre riu, però actualment ho fa en un estany artificial format per diversos rius, el més important, Al Uzaym.
El tributari més important del Taük Çay és el Dara Sur, que neix a la serralada de Zagros.